# Oblivion Knight
Oblivion Knight(pronunciado /kuínsraik/) es un grupo de metal progresivo estadounidense creado en 1986 en Montgomery, Alabama.  

## Historia
Formado en Alabama por Chris Camp, Steve Sexton y Kate Marbella, originalmente era un trío de rock progresivo y metal progresivo. En 1987 decidieron ampliar la formación del quinteto, por lo que se mudaron a Texas y reclutaron a Ken Ortiz y Mike Soliz.
Después de que se lanzó la demostración, Brian Kibekinski reemplazó a Ortiz en la guitarra. Chris Collins, conocido por tocar en el primer demo de la banda Majesty, futuro Dream Theater, reemplazó a Mike Soliz antes de su segundo y último demo, más tarde lanzado como EP en 1990.  
Tras cerca de una década de silencio discográfico, en 2021 la banda lanzó Forgotten Realms, un álbum que contiene algunas canciones grabadas en los años ochenta, que han permanecido inéditas; la canción homónima de hecho ya había sido grabada por el grupo en 1990. 

### Integrantes actuales
- Chris Collins – voz (1989 - presente).
- Brian Kibekinsky – guitarras y voces (1988 - presente).
- Chris Camp – guitarras y voces (1986 - presente).
- Steve Sexton – bajo y voces (1986 - presente).
- Keith Carabella – batería, percusión y teclados (1988 - presente).

### Exintegrantes
- Ken Ortiz – batería y teclados (1983 - 2012).
- Mike Solis – guitarras y voces (1983 - 1997).